# 片桐夕子
片桐 夕子（かたぎり ゆうこ、1952年1月26日 - 2022年10月16日）は、日本の女優。
本名：小堺 由美子。身長155cm。特技は英会話。
東京都昭島市出身。東京都立第五商業高等学校卒業。
ぐるーぷ林檎、俳優座映画放送を経て、株式会社仕事所属。

## 来歴・人物
高校を卒業後、銀行OLを経て1970年に日活へ入社。自身が大ファンである俳優のフランコ・ネロに会いたい一心で女優の道を志したという。研究生を経て1971年に五月由美の芸名で『新ハレンチ学園』でデビュー。
日活が一般映画の製作を停止してロマンポルノに着手するにあたって『女高生レポート 夕子の白い胸』の主演に抜擢され、役名の片桐夕子をそのまま芸名とする。青春もの、シリアス、時代劇、コメディとオールラウンドに活躍するロマンポルノのスターとなる。
キャリアにおいて曽根中生監督作品へ最も多く出演した（計6本）。彼の死後「キネマ旬報 2014年10月下旬号」にて、格別思い出深い作品として『（秘）女郎市場』を挙げた追悼記事を寄稿している。
1970年代半ばよりロマンポルノ以外の作品への出演が次第に増え、1980年代以降は完全に距離を置き一般映画やテレビドラマへ活動の場を移した。
プライベートでは、日活の小沼勝監督と結婚（のちに離婚）。
1985年から3年間アメリカを放浪。年下のアメリカ人と知り合い、1989年に結婚。子供も授かったが、離婚した。その後は日本とアメリカを行き来しながら、女優業を行った。
2022年10月16日、胆管がんで死去。70歳没。葬儀は近親者のみで執り行われた。

## 出演

### 映画
- ハレンチ学園（1970年、日活）- クレジット無し
- 八月の濡れた砂（1971年、日活）
- 不良少女 魔子（1971年、日活）
- 女高生レポート 夕子の白い胸（1971年、日活）- 片桐夕子 役
- 女高生レポート 花ひらく夕子（1971年、日活）- 成宮夕子 役
- 白い天使の誘惑（1972年、日活）- 前川由理 役
- 学生妻 しのび泣き（1972年、日活）- 山野夕子 役
- 白い女郎花（1972年、日活）- お雪 役
- 盛り場 流れ花（1972年、日活）- 筧リツ子 役
- 隠し妻（1972年、日活）- 夕子 役
- 八月はエロスの匂い（1972年、日活）- 武上英子 役
- （秘）女郎市場（1972年、日活）- お新 役
- 江戸小町 淫の宴（1972年、日活）- お光 役
- 白い天使の抱擁（1972年、日活）- 松井冬子[9]
- 新・色暦大奥秘話 - やわ肌献上 -（1972年、日活）- おこう 役
- おさな妻の告白 衝撃 ショック（1973年、日活）- 丸根夕子 役
- 実録白川和子裸の履歴書（1973年、日活）- 日活女優 役
- 女高生SEX暴力（1973年、日活）- モナリザお京 役
- にっぽん歓楽地帯 トルコ三姉妹（1973年、日活）- 久美 役
- おさな妻の告白 陶酔 クライマックス（1973年、日活）- 丸根夕子 役
- 不良少女 野良猫の性春（1973年、日活）- 丸山鳩子 役
- 色情旅行 香港慕情（1973年、日活）- 君子 役
- 戦争と人間 第三部 完結篇 （1973年、日活）- 女子学生 役
- （秘）極楽紅弁天（1973年、日活）- ふーてんお紺 役
- さすらいかもめ - 釧路の夜 -（1973年、日活）- 早坂由美 役
- 性教育ママ（1973年、日活）- 町子 役
- 濡れた欲情 特出し21人（1974年、日活）- 夕子 役
- SEXハイウェイ 女の駐車場（1974年、日活）- 沢田ユミ 役
- くノ一淫法 百花卍がらみ（1974年、日活）- 雲 役
- 妹（1974年、日活）- 岩上みどり 役
- 安藤組外伝 人斬り舎弟（1974年、東映）- 君子 役
- 赤線本牧チャブヤの女（1975年、日活）- 桐川夕子 役
- 赤線飛田遊廓（1975年、日活）- つや子 役
- おれの行く道（1975年、松竹）- 土屋昌代 役
- 鬼の詩（1975年、ATG）- 露 役
- トルコ（秘）最前線 - 密技96手 -（1975年、日活）- 勝浦珠貴 役
- 看護婦（秘）カルテ 白い制服の悶え（1975年、日活）- 高橋夕子 役
- 大江戸（秘）おんな医者あらし（1975年、日活）- おふじ 役
- 実録外伝 大阪電撃作戦（1976年、東映）- 小山淑子 役
- 全開 特出し姉妹（1976年、日活）- マリ 役
- 好色演戯 濡れ濡れ（1976年、日活）- モモ子 役
- 真夏の夜の情事 悶え（1976年、日活）- 島本妙子 役
- トルコ最新テクニック 吸舌（1976年、日活）- ユミ 役
- 団地妻　肉体金融（1976年、日活）- 糸子の友人 役
- 嗚呼!!花の応援団 役者やのォー（1976年、日活）- 花園ローズ 役
- おんな（秘）発情度（1977年、日活）- 赤井春子 役
- 宇能鴻一郎のむちむちぷりん（1977年、日活）- 山本洋子 役
- 性と愛のコリーダ（1977年、日活）- 片桐夕子 役
- 宇能鴻一郎の上と下（1977年、日活）- あたし
- こちら葛飾区亀有公園前派出所（1977年、東映）- 水木マリ子 役
- 危険な関係（1978年、にっかつ）- 神森良子 役
- サード（1978年、ATG）- 赤いセーター
- 桃尻娘 ピンク・ヒップ・ガール（1978年、にっかつ）- 山田時江 役
- 泉大八の犯しっこ（1978年、にっかつ）- 小川安代 役
- トルコ110 悶絶くらげ（1978年、にっかつ）- 薫 役
- 宇能鴻一郎の濡れて開く（1979年、にっかつ）- 由起子 役
- 好色美容師 肉体の報酬（1979年、にっかつ）- 佐根以久子 役
- 宇能鴻一郎の看護婦寮日記（1979年、にっかつ）- 女医先生 役
- 希望ヶ丘夫婦戦争（1979年、にっかつ）- 猫田弘子 役
- 月山（1979年）- 加代 役
- ミスターどん兵衛（1980年、東映）- マリ 役
- ズームイン 暴行団地（1980年、にっかつ）- オペラ歌手 役
- 太陽のきずあと（1981年、東映）- 中平真弓 役
- 人形嫌い（1982年、東宝東和）- 女 役
- 遠野物語（1982年、日本ヘラルド映画）- とき 役
- 青春の門 自立篇（1982年、東映）- 悦子 役
- 迷走地図（1983年、松竹）- 佐伯昌子 役
- 国東物語（1985年、エキプ・ド・シネマ）- 藤尾 役
- 夏草の女たち（1987年、「夏草の女たち」上映実行委員会）- 市原信子 役
- 上方苦界草紙（1991年、松竹）- ます江 役
- さくら（1994年、ヘラルド・エース）
- ちぎれ雲 いつか老人介護（1996年、フィルム・クレッセント）- 田上久子 役
- NAGISA（2000年、フイルム・シティ）- 西宮正子 役
- サディスティック&マゾヒスティック（2001年、日活）
- 女はバス停で服を着替えた（2003年、鹿追映画制作委員会）
- 母のいる場所（2003年、パオ）
- 婦人排球ママズ・アタック（2003年、にっかつ・GPミュージアム）
- こほろぎ嬢（2006年、旦々舎）
- みとりし（2019年　アイエス・フィールド）

### テレビドラマ
- 子連れ狼 第1部 第2話「乞胸お雪」（1973年）- お雪 役※封印作品
- 必殺シリーズ
  - 暗闇仕留人 第10話「地獄にて候」（1974年）- おその 役
  - 新・必殺仕置人 第7話「貸借無用」（1977年）- お袖 役
  - 江戸プロフェッショナル・必殺商売人 第16話「殺して怯えた三人の女」（1978年）- おきよ 役
- ふりむくな鶴吉 第14話「湯女風情」（1975年）
- ザ★ゴリラ7 第22話「皆殺しのラインアップ」（1975年）- 沙織 役
- 特別機動捜査隊 第721話「続･刑事はつらいよ」（1975年）- ゆう子 役
- 俺たちの勲章 第19話「わかれ」（1975年）- 八代千恵 役
- 江戸を斬るII 第5話「消えた江戸小町」（1975年）- 小芳 役
- はぐれ刑事 第7話「蒸発」（1975年）- 山城ケイコ 役
- 影同心II（1975年 - 1976年）- おいね 役
- 破れ奉行 第4話「熱風!黄金地獄館」（1977年）- おさよ 役
- 大江戸捜査網
  - 第273話「女盗賊 初春に舞う」（1977年）- お駒 役※里見浩太朗版
  - 第412話「島帰りの父 涙の絶唱」（1979年）- およう 役※松方弘樹版
- 大河ドラマ / 花神（1977年）- おせん 役
- 大都会 PARTII 第20話「狙われる」（1977年）- 中西レイコ 役
- 太陽にほえろ!
  - 第276話「初恋」（1977年）- 根岸智子 役
  - 第342話「何故」（1979年）- 江口みき 役
  - 第397話「音の告発」（1980年）- 高沢（岡）綾子 役
  - 第431話「誰が彼を殺したか?」（1980年）- 平林泰子 役
  - 第588話「夏子という女」（1984年）- 小森夏子 役
- 柳生一族の陰謀 第2話「美女のいけにえ」（1978年）- 尼寺の庵主 役
- 大追跡 第25話「横浜コネクション」（1978年）- 河野りつ子 役
- 大空港 第35話「衝撃の無差別殺人!」（1979年）- 鈴木涼子 役
- 土曜グランド劇場
  - 熱中時代 刑事編 （1979年）- 矢頭光代 役
  - 事件記者チャボ! 第6話「チャボvs怪盗下りぐも…」（1983年）- 安子 役
- 日本名作怪談劇場 第1話「怪談 累ヶ淵」（1979年、12ch）- 豊志賀 役
- 探偵物語 第22話「ブルー殺人事件」（1980年）- 青井ユキ 役
- 大捜査線 第22話「女の詩、男を殺せ」（1980年）
- 旅がらす事件帖 第11話「真っ赤な花咲く運命峠」（1980年）- お蝶 役
- 土曜ワイド劇場 / 江戸川乱歩の美女シリーズ 第16作「白い乳房の美女 江戸川乱歩の『地獄の道化師』」（1981年）- 野上みや子 役
- ドラマ人間模様 / 夢千代日記（1981年）- 市駒 役（スーザン）
- 花王 愛の劇場 / 下町の空（1981年）
- 江戸の用心棒 第9話「犬を飼う女」（1981年） - おとよ 役
- 警視庁殺人課 第9話「白い恐怖バラキ」（1981年）- 古川信代 役
- 御宿かわせみ 第21話「お役者松」（1981年）- お久仁 役 ※真野響子版
- さよなら三角またきて四角（1982年）
- 松平右近事件帳 第2話「花の吉原花魁殺し」（1982年）- お紋
- 時代劇スペシャル
  - 傘次郎・新子捕物日記 夫婦河童の巻〜同心が女賊にほれた大事件（1981年）- おとよ 役
  - 刺客街道〜幼君毒殺の陰謀と謎（1982年）- お新 役
  - 烙印の女たち〜おんな牢切放し秘録（1984年）- お銀 役
- 銭形平次 第812話「無言の叫び」（1982年）- お駒 役
- 立花登 青春手控え 第21話「影の中の女」（1982年）
- 眠狂四郎円月殺法 第4話「武士道残酷多情剣 - 藤沢の巻 - 」（1982年）- とき 役
- 大岡越前 第7部 第11話「裏切りの悲恋十手」（1983年7月4日）- お袖 役
- 赤かぶ検事奮戦記III 第2話「犯人は夫か妻か?」（1983年）- 水谷真咲子 役
- 大奥 第12話「見ざる言わざる聞かざる」（1983年）- 桂 役
- ザ・サスペンス / 松本清張の共犯者（1983年）- 安西悠子 役
- 暴れん坊将軍II
  - 第8話「五万両のとんぼ返り」（1983年）- おなみ 役
  - 第100話「青春よさらば! 北の恋唄」（1985年）- お国 役
- 特捜最前線 第369話「兜町・コンピューターよ、演歌を歌え!」（1984年）
- 刑事物語'85 第1話「殺意のいたずら電話」（1985年）
- 月曜・女のサスペンス / 薮の中の殺人者 （1991年）
- 闇を斬る!大江戸犯科帳 第18話「闇に咲く花」（1993年）- 梅吉 役
- はぐれ刑事純情派
  - 第8シリーズ 第3話「通販を買う女・父に愛人が!」（1995年）
  - 第10シリーズ 第6話「安浦刑事手話を習う! 母の復讐」（1997年）
- 火曜サスペンス劇場
  - 女監察医・室生亜季子 第19作「埋葬 死んだ赤ちゃんが告発する男の身勝手が生んだ女の犯罪」（1995年）- 吉田光枝 役
  - 取調室 第8作「殺人捜査の裏を知りぬいたエリート警部の犯罪に県警が挑んだ12日間」（1998年）- 長嶺光枝 役
- 金曜エンタテイメント→金曜プレステージ
  - 宮之原警部 こころの事件簿 （1998年）
  - 湯布院殺人事件（2010年）- 高梨家のお手伝い・大木桂子 役※渡瀬恒彦版
- 水曜ミステリー9 / 動物病院 彩子の事件カルテ（2009年）- 徳丸久子 役
- 相棒（テレビ朝日）
  - season15 第13話「声なき者〜籠城」、第14話「声なき者〜突入」（2017年2月1日 - 2月8日） - 籠城の人質の老婦人・森田八重 役
  - season20 第18話「詩集を売る女」（2022年3月9日）- 小料理屋「喜楽路」女将・大村澄江 役

### オリジナルビデオ
- XX 美しき獣（1995年）
- 婦人排球 ママズ・アタック（2003年）

## 片桐夕子を題材とした作品
- 『R★P ロマンポルノ』てしろぎたかし、久麻當郎著、ICE。関係者や日活への取材をもとにした”実録”マンガ[10]。